# Дени Дидро
Дени Дидро (фр. Denis Diderot; Лангре, 5. октобар 1713 — Париз, 31. јул 1784) је био француски писац и филозоф, истакнута личност доба просветитељства и главни уредник широм света познате Енциклопедије.
Век Просвећености је уобичајен назив за доба у коме је живео и стварао Дидро и његови истомишљеници управо због великог доприноса теоријској изградњи темеља новог буржоаског поретка. Борба коју је он водио за победу својих идеала се одвијала против феудалног апсолутизма и религиозног конзервативизма, а средства која је он употребљавао су скупљање свих идеја нове француске филозофске мисли. Био је неуморан сакупљач и бриткоумни пропагатор у бурним временима предреволуционарне краљевске Француске. Настајући буржоаски сталеж у њему је имао свог идеолога и идејног вођу. Сем тога, Дидро је био изузетан организатор, упоран и вредан, што је био узрок тако плодном стваралаштву, те издавању (у сарадњи са д'Аламбером) свих томова Енциклопедије. Волтер га је, према томе, и назвао „пантофил“ (свељубац).

## Биографија
Дени је рођен у богатој занатлијској породици. Отац му је предвидео каријеру високог црквеног достојанственика. Зато га шаље у језуитску школу, а потом у париски колеџ Гаркур. Током школовања млади Дидро показује многа интересовања. Од језика се интересује за латински, грчки и енглески. Поред тога, занима се и за филозофију и математику. Немирног духа, после завршетка студија не задржава се дуже ни на једном намештењу и издржава се од успутних послова. Почиње да живи као париски интелектуалац бескућник. Десетак година је склапао разна познанства и суштински животарио на маргинама париског уметничког и интелектуалног миљеа. Године 1743. се жени Антоанетом Шампион, али отприлике у исто време почиње и његово интимно дружење са госпођом де Писје, а касније и са Софи Волан. Управо из писама које је размењивао са последњом се може највише сазнати о атмосфери и свакодневном животу у филозофским круговима тадашњег Париза.
Дидро је 1743. године превео "Историју Грчке" Темпла Стенијана, а затим учествује у преводу шест свезака "Медицинског речника" Џејмса Лондона. Написао је 1745. предговор преводу четврте књиге енглеског филозофа Шефтсберија "Карактеристике људи, обичаја и мишљења" (у Француској излази под називом Огледи о заслузи и врлини, фр. Essaet al. le mérite et la vertu). Овде први пут износи своје мишљење да се ревност не слаже са религијом и да верник у првом реду мора бити човечан. Убрзо после овога штампа своју прву ауторску књигу "Филозофске мисли" (фр. Pensées philosophiques). Због критике католичке ортодоксије париски парламент 7. јула 1746. доноси налог да се књига спали. Ово не зауставља Дидроа и он 1747. објављује "Скептикову шетњу" (фр. La promenade du sceptique) где још дубље залази у неслагање са црквеним догмама.
Дидро даље проширује свој рад 1748. писањем романа "Индискретан накит" (фр. Les bijoux indiscrets), који представља извесну врсту политичке критике, и приповетке "Бела птица" (фр. L`Oiseau blanc).
Нека дела је скривао. Разматрање "Природна религија је довољна" (фр. De la suffinance de la religion naturelle) је написао 1747. године, али није објавио, док је 1749. анонимно штампао "Писмо о слепима за употребу онима који виде" (фр. Lettre sur les aveugles à l'usage de ceux qui voient). Управо после објављивања "Писмо о слепима" прокључава његов сукоб са режимом, те он бива ухапшен и заточен у тамничној кули замка Венсен, где проводи више од три месеца. Ту, у присилној доколици, први пут израђа и разрађује идеју о "Енциклопедији".

## О времену просветитељском
Дидро ствара у време када Монтескје пише "Дух закона", Бифон пише прве свеске "Природописа", Русо пише "Разматрања о наукама и уметностима". Стваралачки талас се дешава у време заоштравања привредних, друштвених и политичких супротности у француском друштву. Мировни уговор у Ахену (1748) је био неповољан по краљевину, порези су били несносни и народ је одбијао да их плаћа. Избијале су побуне које су гушене војном силом. У исто време црква заоштрава однос према јенсенистима на раздраженост народа.
У тој узбуђеној и напрегнутој атмосфери се развија интелектуална елита која почиње своју борбу за ширење напредне мисли стваралачким и интелектуалним методама. Клерикални кругови схватају опасност која прети и одмах крећу у обрачун са слободоумницима. Међутим, историјски ток је немогуће зауставити. Опозициона расположења и опозициона књижевност постају нераздвојни. Интелектуалци постају перјаница новонасталог слоја друштва, буржоазије.

## Настанак Енциклопедије
Енглез Џон Милс и Немац Готфрид Селиус предлажу 1745. године париском издавачу Анри Ле Бретону превод енглеског енциклопедијског речника "Циклопедија или Универзални речник уметности и науке" из 1727. године од Ефрејма Чемберса у две свеске. Ле Бретон прихвата идеју и креће у реализацију, међутим када Милс и Селиус напуштају посао Ле Бретон је и даље заинтересован за превод и налази Дидроа, који се доказао добрим преводом медицинског речника. Међутим, Дидро убрзо уместо превода и редиговања замишља много шири план енциклопедијског зборника позитивног знања свог времена.
Још пре тамничења у замку Венсен, Дидро је организовао посао и придобио за сарадника Жана Даламбера, знаменитог математичара и једног од најистакнутијих научних имена тог времена. Позив на претплату следи октобра 1750. године уз пригодан проспект који описује шта ће бити "Енциклопедија":
стварање родословног стабла свих наука и уметности које показује порекло сваке гране наших наука и њихове везе међусобно, као и са заједничким стаблом.
Оваква, прилично безопасна, реклама одмах изазива реакцију. Испред Католичке цркве први се јавља језуитски часопис који упозорава власт да се једна веома опасна идеја рађа. Наука је одједном постала значајан чинилац живота, касније се показало чак револуционаран.
Краљевским указом од 7. фебруара 1752. обе одштампане свеске Енциклопедије су осуђене и имале су бити уништене. Разлог, антиклерикални и антидржавни садржај. Даље штампање није било забрањено, али су језуити покушали да преузму редакцију даљих издања. Дидро се одупире и на јесен 1753. године излази трећа свеска. Од тада па до 1757. излази сваке године по једна свеска и расте број претплатника. Новембра 1757. излази седма свеска у којој је чланак „Женева“ чији је аутор Даламбер. Чланак је садржао пар реченица који су успут бачени у лице ортодоксном католицизму. Државни савет 1759. године повлачи повластицу на штампање "Енциклопедије", чак забрањује све претходно изашле свеске. Даламбер и Русо напуштају енциклопедијско друштво и Дидро остаје сам. Међутим, "Енциклопедија" наставља да излази илегално. Осма свеска излази тајно 1759. године. Потом следи петогодишња пауза током којих је Дидро припремао свеске које садрже само табеле и цртеже као пратећи материјал, односно прилог свескама.
Својим упорним радом је Дидро стекао неке моћне пријатеље и заштитнике међу европским аристократама. Фридрих II Велики је саветовао Дидроу да издавање настави у Берлину, а Катарина II му је предлагала Петроград. Међутим, Дидро одлучује да се цео посао мора завршити у Француској. Године 1765. претплатници добијају последњих десет свезака, илегално штампаних. Додатних једанаест свезака таблица и цртежа завршено је 1774. године.
Више од двадесет година је трајала борба око припреме, писања и штампе "Енциклопедије", а улице су се већ загревале догађајима који најављују бурне и крваве револуционарне године. Нису само књиге спаљиване. "Енциклопедија" је временом све јасније постајала манифест трећег сталежа и интелектуални светионик који је давно превазишао скромне најаве из предговора прве свеске.

### Уредници енциклопедије
Око Дидроа, као редактора-организатора и идејног руководиоца, и Даламбера, најученијег и најупорнијег помагача, се скупио крем француске буржоаске интелигенције. Најбољим познаваоцима појединих наука, дисциплина и области је било додељено да уобличавају знање и претачу у Енциклопедију.
Подела посла је била следећа:
- Жан ле Рон д'Аламбер - наука (првенствено математика), религија, филозофија
- Жан Жак Русо - музика и политичка економија
- Барон Холбах (Пол Хенри Дитрих) - хемија, минерологија
- Малуен - хемија
- Бифон, Добантон - природне науке
- Тусен - право
- Димарсе, Бозе - граматика
- Леблон - војне вештине
- Белен - поморство
- Волтер - чланак „Дух“, историја, књижевност, филозофија
- Монтескје - чланак „Укус“

## Педагошки погледи
Велику пажњу посвећивао је педагошким питањима али се у неким елементима не слаже са Хелвецијусом. То се најбоље види у његовом делу „Побијање Хелвецијевог дела о човеку“. Он сматра да се васпитањем може постићи много, али се не може постићи све, јер оно што дете по природи нема, не може му дати ни васпитање. Међутим, велика улога васпитања је да развије природне диспозиције и има одлучујућу улогу у формирању личности и њеној судбини. Дидро је уверен да сиромашна деца имају добре диспозиције, али рђаво друштвено уређење, које децу из народа лишава доброг васпитања. Познат је по својој мисли: „Колико је људи умрло, и колико ће још помрети, а да нису показали шта су они били“. Самим тим што је одредио границе у васпитању и што је био свестан њеног значаја, Дидро се све више од свих материјалиста приближио правилном решењу овог питања.
У области умног васпитања, Дидро има своје оригиналне идеје. Не слаже се са парадоксалним Русоовим тврђењем да је прогрес науке и просвете снизио морал и утицај прогреса на морал човека. „Незнање је судбина робова и дивљака, просвета прибавља достојанство“. У том смислу он оштро критикује старе француске колеџе, који занемарују васпитање деце, али и због тога што младићи из тих колеџа излазе искварени и незналице. Због тога Дидро истиче важност школе као друштвене и државне институције.
Основна школска настава треба да буде бесплатна и обавезна за сву децу од министарске до сељачке. У тим школама деца морају да науче да читају, пишу и рачунају, али се Дидро залаже и за наставу математике, физике, хемије, природописа и астрономије, а настава класичних језика да се скрати.
Од учитеља захтева високу образованост, моралност и љубав према деци и према позиву, што је самим тим, подразумевало да свештеници не могу и не треба да уче друге.
Систем школа треба да чине: основне школе, факултети и више образовање.
Дидро је заједно за Хелвецијусом имао велики утицај на наступајуће догађаје, пре свега француску револуцију (1789) али и на педагошке концепције социјал-утописта XIX века.

## Стваралаштво
И поред рада на Енциклопедији Дидро је стварао многа друга дела
- Калуђерица, 1760, роман
- Фаталиста Жак и његов господар“, 1773, роман
- Салони, 1761-1781, критички осврти на париске уметничке изложбе
- Оглед о сликарству, 1765, памфлет о сликарству
- Размишљања о Теренцију, 1762, трактат о позоришту
- Незаконити син, 1757, драма
- Отац породице, 1758, драма
- Је ли добар или зао?, 1781, драма
- и чланке Разговори о „Незаконитом сину“ и Разматрања о драмској поезији

Дидро умире 31. јула 1784. године и није доживео да види како је пет година касније сазвана Скупштина свих сталежа када је трећи сталеж себе прогласио истинским представником народа и подигао револуцију. Његово дело је нераскидиво везано са ослобађањем грађанства, те појавом и нарастањем буржоазије.